# Kingwood
Kingwood är det sjunde albumet från skatepunkbandet Millencolin. Albumet gavs ut 30 mars 2005. Första låten "Farewell My Hell" skrevs från början till Nikola Sarcevics första soloalbum, Lock-Sport-Krock, men hamnade istället på Kingwood eftersom den hade mer punk- än popkaraktär. Två singlar gavs ut från Kingwood, "Ray" och "Shut You Out".

## Låtlista
1. "Farewell My Hell" - 2:52
2. "Birdie" - 2:32
3. "Cash or Clash" - 2:40
4. "Shut You Out" - 3:39
5. "Biftek Supernova" - 2:18
6. "My Name Is Golden" - 3:08
7. "Ray" - 2:52
8. "Novo" - 2:58
9. "Simple Twist of Hate" - 1:29
10. "Stalemate" - 3:18
11. "Mooseman's Jukebox" - 2:12
12. "Hard Times" - 4:07

## Banduppsättning
- Nikola Sarcevic - sång, bas
- Mathias Färm - gitarr
- Erik Ohlsson - gitarr
- Fredrik Larzon - trummor

## Listplaceringar
| Lista (2005) | Topplacering |
| ------------ | ------------ |
| Australien   | 12           |
| Frankrike    | 135          |
| Norge        | 33           |
| Schweiz      | 59           |
| Sverige      | 9            |
| Österrike    | 41           |